# Jim (auteur)
Pour les articles homonymes, voir Jim.
Jim, de son vrai nom Thierry Terrasson, né le 21 mars 1966 à Niort, est un auteur de bande dessinée, écrivain, et réalisateur de longs métrages (Belle Enfant). Il publie également sous le pseudonyme de Téhy. 

## Biographie
Jim a obtenu une licence à l’école de bandes dessinées d'Angoulême. Après un passage dans l'animation, il se tourne vers la bande dessinée à partir de 1988.
Durant les années 1990-2000, il écrit plus d'une quinzaine d'albums de bandes dessinées, surtout dans le genre fantastique, sous le pseudonyme de Téhy, à destination d'un public jeunesse et adolescent. 
Parallèlement, sous le pseudo de Jim, il publie des récits plus adultes : après des séries de gags, en 2007 chez Casterman il publie le one shot Petites Éclipses, co-écrit et co-dessiné avec Fane depuis 2004. L'album raconte la réunion de couples trentenaires le temps de vacances.
En 2009, Jim publie chez Vents d'Ouest en 2009 un one-shot, le Dernier Socialiste. En 2010, il signe l'histoire de L'invitation, racontant une amitié masculine d'aujourd'hui. Le dessin est signé Dominique Mernoux.
La même année, chez Soleil, il signe Le Sourire de la Babysitter. Ce premier tome reste cependant sans suite.
Alors qu'il continue à écrire pour des albums de gags sur différentes thématiques, c'est en 2012 qu'il agit en scénariste et dessinateur complet avec Une Nuit à Rome, chez Bamboo. La série connaît quatre volumes jusqu'en 2020 ainsi que des albums dérivés. 
Cette même année, il reprend pour Vents d'Ouest le scénario du Sourire de la Babysitter, qu'il remanie. Intitulé Une petite tentation, ce one-shot raconte une histoire complète, dont le dessin est assuré par Grelin.
Durant les années 2014 et 2015, chez son éditeur principal Bamboo, il imagine plusieurs univers pour la nouvelle collection Grand Angle : il s'associe d'abord au dessinateur Lounis Chabane un nouveau diptyque sur les relations de couples, Héléna. Il écrit également Où sont passés les grands jours ?, pour le dessinateur Alex Tefengki, où il renoue cette fois avec les récits d'amitié masculine. Enfin, il est l'auteur de Un petit livre oublié sur un banc, mis en images par Mig.
À la fin de l'année 2015, toujours chez Bamboo, il revient comme auteur complet avec des histoires courtes, regroupées sous le titre De Beaux Moments. Puis en 2016, il retrouve le dessinateur Lounis Chabane pour signer l'histoire de la première partie d'un nouveau diptyque sur le couple : L'Érection,. La suite et fin du récit est publiée l'année suivante.
Il s'associe avec Antonin Gallo pour livrer en 2019 le premier volume de la série Détox intitulé Le déni,. Le second volume est publié en 2020.
Il est le père de l'écrivain Ulysse Terrasson, auteur du roman autobiographique  Plein de promesses ( Bamboo édition,  2018), et du roman Une nuit à Rome ( Bamboo édition, 2020 ) adapté de sa bande dessinée éponyme.

## Bande dessinée

### Sous le pseudo de Jim

#### Aux éditionsBamboo
- Une Nuit à Rome

1. Livre 1, mai 2012
2. Livre 2, novembre 2013
3. Livre 3, avril 2018
4. Livre 4, mai 2020

- Où sont passés les grands jours - T1, avec Alexandre Tefengki, janvier 2014
- Un petit Livre oublié sur un banc avec Mig

1. Tome 1, mars 2014
2. Tome 2, avril 2015

- Les dessous de Une Nuit à Rome - octobre 2014
- Héléna, dessin de Lounis Chabane

1. Tome 1, octobre 2014
2. Tome 2, mars 2015

- Où sont passés les grands jours - T2, avec Alexandre Tefengki, septembre 2015
- De Beaux Moments, novembre 2015

#### Aux éditions Gomb-R
- Une Nuit à Rome - T1, Tirage de Luxe grand format, juin 2013
- Une Nuit à Rome - T2, Tirage de Luxe grand format, février 2015

#### Aux éditionsCasterman
- Petites Éclipses, one shot, dessiné et écrit avec Fane. Prix Interfestival au Festival international de la bande dessinée de Chambéry en 2007[12] pour Petites Éclipses 2007 - Prix Esprit BD 2007 Sheriff d’Or

#### Aux éditionsVents d'Ouest
- Une petite tentation, avril 2013 (scénario : Jim / dessin : Grelin)
- L'Amour, novembre 2000
- Le Désir, juin 2005
- La Flemme, septembre 1997
- La Thune : ces p'tites combines pour en gagner un max, octobre 1998  (ISBN 2-86967-701-4)
- Le Bébé
- Les Mariés
- 500 Idées pour glander au boulot, octobre 1997  (ISBN 2-8696-7611-5) (réimpr. 2011,  (ISBN 978-2-7493-0654-4))
- 500 Idées pour être un type en or, novembre 2001  (ISBN 2-8696-7955-6)
- Jingle Sex, novembre 1993  (ISBN 2-86967-256-X)

dessiné par Fredman
- Tous les défauts des mecs, 2 tomes parus, octobre 1994  (ISBN 2-86967-302-7), novembre 2005  (ISBN 2-7493-0212-9)
- Tout ce qui fait râler les nanas, novembre 1995
- Comment supporter la famille, octobre 1996  (ISBN 2-86967-507-0)
- Maigrir, le supplice : Maigrir, le supplice, avril 1998  (ISBN 2-86967-690-5)
- Nos pires fêtes foireuses, août 1999  (ISBN 2-8696-7761-8)
- Tous mes « vrais » amis, avril 2001  (ISBN 2-86967-900-9)
- Rester jeune à tout prix, septembre 2002  (ISBN 2-7493-0004-5)
- Putain de vacances, juin 2004  (ISBN 2-7493-0079-7)
- Tous les défauts microscopiques des filles
- Les potes lourds de mon mec, 2005  (ISBN 2-7493-0223-4)

coécrit avec Gaston
- T'as vu ta tronche, janvier 2003  (ISBN 2-7493-0054-1)
- On éteint la lumière... on se dit tout, juillet 1996  (ISBN 2-86967-500-3)

coécrit avec Gaston et dessiné par Gil
- Ma toute petite déprime et moi

dessiné par Olivier Pont
- La Honte, 2 tomes parus, avril 1997 et novembre 2003  (ISBN 2-7493-0094-0)

#### Aux éditionsSoleil
- Le Sourire de la baby sitter T1/2 Calista, février 2010 (scénario : Jim / dessin : Grelin): Tome 2 jamais paru, scénario repris dans Une petite tentation (éditions Vents d'Ouest, 2013)
- Ibiza Club, saisons 1 & 2  (ISBN 2-84946-120-2)
- Je ne savais pas quoi t'offrir donc j'ai pris ça (2 formats différents)
- Les Très Très Bonnes Raisons de ne jamais faire de sport, avril 2008

dessiné par Curd Ridel, écrit avec Gaston
- Les petites filles sont des princesses

#### Aux éditions Jungle
dessiné par Alteau, écrit avec Gaston
- Le P'tit Chirac
- Le P'tit Sarko

### Sous le pseudo de Téhy
Premières publications (édition privée - Impression Pairault 79120 Lezay) :
- La Frite d'Or
- Un planeur n'est pas rentré
- Xyloxéra (1981-Prix spécial Angoulême 1982), idée et dessins par Téhy (15 ans), scénario par Duchatelet et Téhy
- Face aux sentiments (1982), dessiné et écrit par Téhy (16 ans)

#### Aux éditions Vents d’Ouest
- La Teigne, 3 tomes parus, dessiné et écrit par Téhy
- Fée et tendres automates, 3 tomes parus, dessiné par Béatrice Tillier et Frank Leclercq, écrit par Téhy

#### Aux éditionsSoleil
- Yiu, 7 tomes parus, dessiné par Renéaume et Guénet, coécrit avec JmVee
- Yiu, premières missions, 7 tomes parus, dessiné par Vax, coécrit avec JmVee
- L'Empire des Mecchas, 1 tome paru, dessiné par Téhy & Fenech, écrit par Téhy
- L'Ange et le Dragon, 2 tomes parus, dessiné par Lalie, écrit par Téhy

#### Aux éditionsCasterman
- Loustic, 2 tomes parus, dessiné par Curd Ridel, écrit par Téhy

### Sous le pseudo de Mister Joyeux
- Les Aventures de Bigard, tome 1, co-scénario de Régis Mailhot, dessin de Jacky Clech, Jungle, 2006[13].

## Cinéma

### Longs métrages
- Belle Enfant écrit et réalisé par Jim, produit par Octopolis, Jim et Mia Film - sortie le 24 juillet 2024
- Insolente, en développement
- Touristes, en développement, avec Stephan Kot
- adaptation de la bande dessinée L'Invitation de Jim et Mermoux, par Michael Cohen, produit par Nolita
- Autres scénarios :
- Un week end à Londres
- Le Mariage d'Emma Christensen
- On a chanté les Parisiennes
- Un noël à Paris
- La surprise, co-écrit avec Bernard Jeanjean
- Le voyage à Paris

### Courts-métrages
- Vous êtes très jolie mademoiselle. avec Julien Masdoua et Alison Cossenet.
- George, avec Benoit Pozza et Laurent Mana (20 minutes, Mini DV). Diffusion Brut productions. Achat télé : Canal + (novembre 2005) 13e rue (mai 2005) SCI-FI (2007). Prix court-Médie (2005), Prix Plonk et Replonk (Suisse, 2005), 2e place à Court toujours (Nîmes, 2005), projection Grand Rex (13 mai 2005)
- Le Jeune, avec Hubert Touzot et Miss Sandel (6 minutes, Mini DV). Achat télé : Cinécinéma. 1er prix vidéo - Aigues mortes octobre 2000, 2e prix ex-aequo - Penny Mirabeau janvier 2001, Prix au festival Image'In février 2001, 1er prix Mougon mars 2001.
- Les Amours magnifiques, avec Charlotte Leplaideur et Hubert Touzot (8 minutes, Mini DV). 2e prix Mougon mars 2001.
- Chipie St Jill, coréalisé avec Philippe Terrasson, avec Hubert Touzot, Léo Pouvreau, Philippe Terrasson... (23 minutes, 16 mm). Premier prix au festival du Futuroscope - 1986.
- 10 ans jour pour jour

### Scénarios de courts métrages
- Les Amours hygiéniques
- Le Gourou
- Les Mammifères avachis
- Mon joli film X
- La vie est immonde avec moi

## Roman
- L'amour (en plus compliqué) - livre de nouvelles, Grand Angle roman

## Théâtre
[modifier | modifier le code]
- L'Invitation

- L'Invitation
- Participation à l’écriture de la pièce de Cartouche Les hommes sont des femmes comme les autres
- Gogo-Dancers, coécrit avec Cartouche

## Récompenses culturelles
- 2019 : Éléphant d'or du meilleur scénario au Festival international de la bande dessinée de Chambéry pour Détox[14].